# Yamakawa Kikue
Morita Kikue, conocida como Yamakawa Kikue (山川菊栄?)(Tokio, 3 de noviembre de 1890 - Ibidem, 2 de noviembre de 1980) fue una ensayista, activista y feminista socialista japonesa que contribuyó especialmente al desarrollo del feminismo moderno en Japón. En 1920 fue cofundadora del grupo de feminismo socialista Sekirankai también conocido como Sociedad de la Ola Roja.

## Biografía
Kikue Morita nació el 3 de noviembre de 1890 en la ciudad de Kouji, Tokio. Su padre, Ryunosuke Morita nació en el seno de una familia de samuráis del rango más bajo en el Dominio Matsue (Prefectura de Shimane) y se abrió camino en la escuela de idiomas en la ciudad de Yokohama en la Prefectura de Kanagawa dominando el francés. Con sus habilidades lingüísticas, se convirtió en intérprete en el ejército y luego dirigió un negocio de carne. Su madre, Chiyo Morita, era hija de Aoyama Enju, quien era un erudito confuciano en el Dominio Mito. Chiyo tenía una pasión por el aprendizaje y se graduó de la Escuela Normal Superior de Mujeres de Tokio (actual Universidad Ochanomizu) como estudiante de primera generación de la escuela. Yamakawa Kikue tenía una hermana mayor (Matsue), un hermano (Toshio) y una hermana menor (Shizue). La hermana mayor Matsue fue una pionera de las esperantistas, y el hermano mayor Toshio fue un estudioso de la literatura alemana en Japón. 
En 1908, Kikue Yamakawa asistió a la universidad privada de mujeres Joshi Eigaku Juku (actual Universidad TsudaJuku) en Tokio. Según uno de sus profesores, estuvo a punto de suspender la universidad porque cuando realizó el examen de ingreso, escribió una resolución de que trabajaría por la liberación de la mujer. En el primer año de la universidad, Kikue visitó una hilandería con sus compañeros cristianos y quedó impactada al comprobar las terribles condiciones de trabajo. Cuando escuchó a los conferencistas cristianos hablar del trabajo allí, se indignó por la conferencia porque no entendía la idea de que la gente todavía debería apreciar el trabajo incluso si trabaja en las terribles condiciones. Esta experiencia le hizo darse cuenta de que la religión no podía resolver la vida pobre de las mujeres de fábrica, los problemas de las mujeres y los problemas sociales. Esta experiencia alimentó su curso de acción futura y la despertó al socialismo y las ciencias sociales. Después de su graduación en 1912, Yamakawa trabajó en una editorial como trabajadora a tiempo parcial, participando en la elaboración de un diccionario de inglés y en traducción.
En su juventud conoció al militante socialista Hitoshi Yamakawa, con el que acabó contrayendo matrimonio. Durante estos años entró en contacto con el movimiento socialista, que le marcará profundamente, así como con los movimientos feministas. En 1920 se afilió a la Liga Socialista de Japón. Mantuvo una estrecha relación con la conocida feminista Raichō Hiratsuka, con la que colaboró en varias publicaciones. Sin embargo, para Yamakawa las propuestas de Hiratsuka eran meramente reformistas y no desafiaban al sistema capitalista. De hecho, en la visión de Yamakawa las mujeres estaban subordinadas al sistema de propiedad privada, por lo que el objetivo debía ser la destrucción de ese sistema.
Junto a otras mujeres fundó en 1921 el grupo de feminismo socialista Sekirankai conocido también como la Sociedad de la Ola Roja, que tuvo una destacada participación en la celebración del Primero de Mayo de 1921, donde repartieron el manifiesto del grupo que había redactado Yamakawa Kikue. Durante la década de 1920 Yamakawa mantuvo una gran actividad dentro del ámbito feminista en Japón. Posteriormente, a diferencia de algunas feministas que colaboraron con las autoridades militaristas durante las décadas de 1930 y 1940, Yamakawa no aprobó esta línea de colaboración y se mantuvo retirada de la vida pública hasta el final de la Segunda Guerra Mundial. Tras la guerra, volvió a participar en la política y llegó a afiliarse al Partido Socialista de Japón (PSJ). En 1947 pasó a dirigir la Oficina de mujeres y menores del Ministerio de Trabajo —durante el gobierno Katayama—, puesto que mantuvo en 1963. En sus últimos años siguió ligada al movimiento feminista. Falleció en 1980.
A lo largo de su vida fue autora de numerosos trabajos, y traducciones, sobre el socialismo, feminismo y la llamada «cuestión de la mujer».

## Vida personal
En 1916, se casó con el activista comunista y teórico Yamakawa Hitoshi, quien en 1922 fundó el efímero Partido Comunista Japonés de preguerra y fue líder de la facción Laborista-Campesina.

## Posiciones

### Controversia sobre la abolición de la prostitución (1915-1916)
Desde 1915 hasta 1916, Yamakawa Kikue hizo su debut en el mundo de la crítica en el debate sobre la abolición de la prostitución con la feminista japonesa Noe Itō en Seitō, la primera revista literaria femenina en Japón. Noe Itō criticó el movimiento de la organización femenina cristiana para abolir la prostitución autorizada por el gobierno porque consideraba que era "hipócrita" en el sentido de que la organización trató de abolir la prostitución pública desde los puntos de vista de valorar la "virginidad" y la "castidad". Culpó al movimiento cristiano que miró hacia abajo a la industria del sexo y trató de resolver el problema simplemente quitando los trabajos a las trabajadoras sexuales. También señaló que, ″la industria del sexo es reconocida por el público porque, como todos dicen, la industria se ha fortalecido por las demandas naturales de los hombres y una larga historia de la industria."
A diferencia de Noe Ito, que estaba totalmente en desacuerdo con los movimientos, Kikue Yamakawa por su parte compartía la posición del movimiento cristiano que tenía por objetivo de abolir la prostitución pública. Sin embargo, Yamakawa si bien estaba de acuerdo con el argumento de Itou sobre el movimiento de organizaciones de mujeres cristianas en el sentido de que el movimiento dividía a las mujeres en dos categorías: mujeres "limpias" e "inmundas", consideraba en contra de la posición de Itou Noe, que la larga historia de la prostitución no podía justificar la existencia de la industria, y que la prostitución con licencia no era un sistema creado por las demandas naturales de los hombres sino creado de acuerdo con el sistema social que internalizó el equilibrio de poder antinatural entre hombres y mujeres. Además, Yamakawa dijo que no estaría de acuerdo con el sistema que sufren las mujeres, incluso si el sistema fuera necesario por el deseo "instintivo" de los hombres. Yamakawa Kikue también mencionó la prostitución privada y sostuvo que el sistema de la prostitución se basaba en la disparidad entre ricos y pobres producida por el establecimiento del sistema de propiedad privada y la dominación de las mujeres por los hombres. Además, Yamakawa señaló el doble rasero de la sexualidad femenina en una sociedad patriarcal y dominante masculina. En resumen, Kikue no pensó que el movimiento cristiano, que animaba a las mujeres a seguir la norma sexual creada principalmente por el deseo egoísta de los hombres, conduciría a la abolición de la prostitución autorizada. Más bien, Yamakawa pensó que se realizaría mediante la abolición del capitalismo y el dominio de las mujeres por los hombres.

## Publicaciones
- From the Standpoint of Women (女の立場から) 1919
- La vida moderna de las mujeres (現代の生活と婦人) 1919
- La rebelión de las mujeres (女性の反逆) 1922
- May Day (メーデー) 1923
- Women's issues and Movements (婦人問題と婦人運動) 1925
- Liebknechit y Luxembourg (リープクネヒトとルクセンブルク) 1925
- Movimientos proletarios feministas (無産階級の婦人運動) 1928
- Women's Fifty Lessons (女性五十講) 1933
- Women and Social Conditions: Collection of Commentaries (婦人と世相　評論集) 1937
- Women Are Working (女は働いてゐる) 1940
- Autumn and Pigs in a Village (村の秋と豚　随筆集) 1943
- The Village I Live in (わが住む村) 1943
- Mujeres de Familia Samurai（武家の女性）1943
- Para las mujeres del mañana（明日の女性のために）1947
- Democratización japonesa y mujeres（日本の民主化と女性）1947
- Comentarios sobre la liberación de la mujer (婦人解放論) 1947
- New Principle of Wage, Beatrice Webb, Research of Gender Pay Equality Systems（新しい賃金原則　ピアトリス・ウエップ　男女平等賃銀制の研究）1948
- Para las Nuevas Mujeres （新しき女性のために）1949
- Mill and Babel: Theories of the Liberation of Women（ミル　ベーベル　婦人解放論）1949
- The Country of Peaceful Revolution: the U.K.（平和革命の国　イギリス）1954
- A Record of Two Generations of Women（女二代の記　私の半自叙伝）1956
- Memos of the Mito Domain in the Last Days of the Tokugawa Shogunate（覚書　幕末の水戸藩）1974
- For the Liberation of Women: Theories of Socialist Feminist Movements（女性解放へ　社会主義婦人運動論）1977
- Footprints of A Woman Walking in the 20th Century（二十世紀をあゆむ　ある女の足あと）1978
- A Short History of Japanese Feminist movements（日本婦人運動小史）1979

Colección de Comentarios de Yamakawa Kikue
- Yamakawa, Kikue, 1890–1980. (1981). Collection of Yamakawa Kikue's Works.（山川菊栄集）Tokyo, Iwanami Shoten Publishers.
- Yamakawa, Kikue, 1890–1980. (1984). Collection of Commentaries on Women's Liberation by Yamakawa Kikue.（山川菊栄女性解放論集）Tokyo, Iwanami Shoten Publishers.
- Yamakawa, Kikue, 1890–1980. (1990). Collection of Commentaries by Yamakawa Kikue.（山川菊栄評論集）Tokyo, Iwanami Shoten Publishers.
- Yamakawa, Kikue, 1890–1980. (2011). Yamakawa Kikue shu hyouronhen（山川菊栄集　評論篇, Tokyo: Iwanami Shoten Publishers.